# Костюченко Андрій Семенович
Костюченко Андрій Семенович 1879 — 24 вересня 1953 — український зоолог, діяч у галузі охорони природи.

## Життєпис
А. С. Костюченко народився в другій половині 1879 р. у с. Хатки Конотопського повіту Чернігівської губернії. Закінчивши сільськогосподарське училище, працював вчителем у сільській школі. Приблизно в 1903 р. переїхав до Бердянська, де працював у повітовій бібліотеці. Підтримував добрі стосунки з зоологом О. О. Браунером, який часто бував у нього в гостях.
У 1911 р. переїхав до села Обіточного поблизу Ногайська (тепер у складі міста Приморська Запорізької області) біля Обіточної коси, де став викладати природознавство в семирічній школі. 1904 р. датуються його перші публікації по орнітології та охороні птахів в Приазов'ї в журналі «Мисливський вісник». Крім цього, захоплювався палеонтологією, археологією, садівництвом, бджільництвом, знайшов на Обіточній косі кістки південного слона, що мешкав там близько 3 млн років тому. До 1917 р. служив у царській, потім у Червоній армії.
У 1920-х роках Андрій Семенович стає кореспондентом Українського комітету охорони пам'яток природи НКП УРСР, районним уповноваженим ВУСОР, часто виступає з природоохоронними статтями, оповіданнями та орнітологічними спостереженнями в мисливських журналах УРСР. Він — один із творців заказника на Обіточній косі (у 1927 р. вона увійшла до складу Приморських заповідників). Вів юннатський гурток, природоохоронну роботу в місцевому мисливському товаристві.
Андрія Семеновича можна віднести до діячів охорони природи місцевого масштабу, він займався виключно Обіточною косою. Але без опори на таких людей, як Костюченко, охорона природи, як рух, просто була б неможлива.
У своїй статті «Дайош заповідник!» В 1925 р. він писав про неподобства, що творяться на Обіточній косі. Ось що він писав з цього приводу:
|  | На превеликий жаль, 99,9% яєць грабується. Цілі кошики-сапетки, а іноді й повні баркаси, вантажаться яйцями і свіжими, і насидженими. Останні роки баклани перестали будувати свої цікаві гнізда і нести тут яйця. У 1924 р. кілька островів в кінці квітня і початку травня було зайнято гніздами бакланів, але налетіли з моря на легких яликах рибалки з Генічеська, розорили гнізда і забрали всі яйця (…). Страшне ж зло нашої Обіточенської коси — це «летючі пірати-мисливці», Генічеськ і, почасти, бердянські рибалки. На своїх швидкохідних яликах несподівано налітають вони на косу серед літа, грабують пташині колонії, підряд забирають всі яйця, вибивають молодь і б'ють веслами або добивають з рушниць нелітаючих линяючих лебедів |

У 1938 р. А. С. Костюченко виходить на пенсію і перебирається в Бердянськ. Під час окупації під псевдонімом «Скіф» у місцевій німецькій газеті «Світанок» він опублікував кілька природоохоронних статей, за що в 40-х роках неодноразово викликався до КДБ.
У 1940-1950-х роках Андрій Семенович надав велику допомогу зав. відділом природи Бердянського краєзнавчого музею А. Я. Огульчанській в становленні цього відділу.
Помер А. С. Костюченко 24 (25) вересня 1953 р. від загального атеросклерозу серця. Похований на старому кладовищі в Бердянську.

## Публікації
- Костюченко А. Истребление птицы на путях ее перелетов // Охот. вестник. 1906. — № 1. — С. 6-8.
- Костюченко А. Вымирание серой куропатки в Новороссии // Охот. вестник. — 1911. — № 12. — С. 177—179.
- Костюченко А. Даешь заповедник! // Укр. охотник и рыболов. — 1911. — № 7. — С. 15-16.
- Костюченко А. Заказник Обиточенская коса // Укр. охотник и рыболов. — 1926. — № 10.
- Костюченко А., Зимующие птицы государственного приморского заповедника «Обиточенская коса» // Укр. мисливець та рибалка. 1929. — № 2-3.
- Журналіст І.Маркович, Віковий Ювілей.//Газета Юг-Інформ.,-28.06.2007 р.,четверг-№ 26.-С.11

## Про нього
- Гудина А. Н. Андрей Семенович Костюченко — один из пионеров заповедного дела на юге Украины // Вісті біосфер. заповідника Асканія-Нова. — 1998. — Вип. 1. — С. 139—143
- Гудина А. Н. Андрей Семенович Костюченко // Орнитологи Украины. Библиограф. справочник. — Харьков, 1999. — Вып. 1. -С. 83-85.